# Vladimír Neff

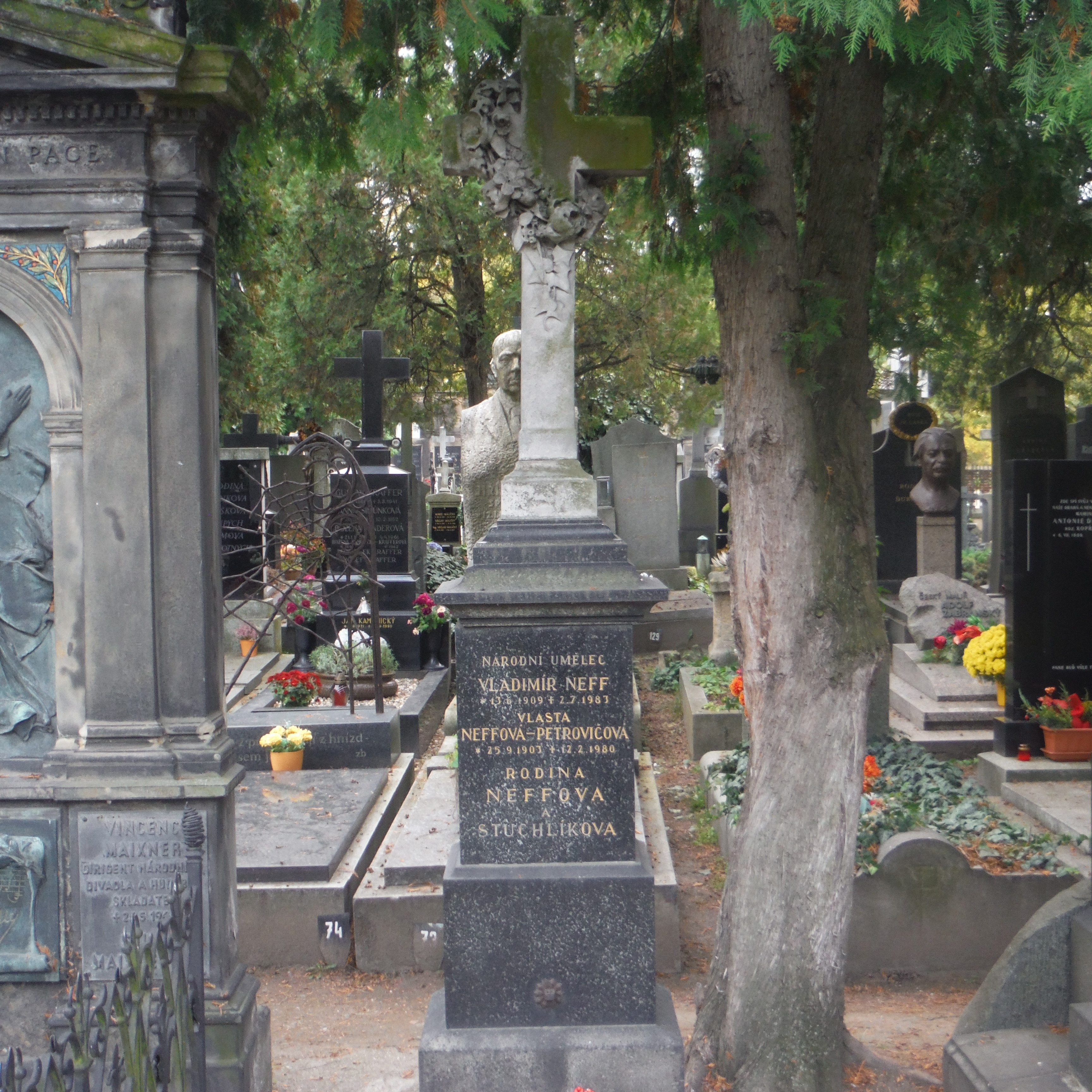
Az író sírja a Vyšehrad temetőben

Vladimír Neff, (Prága, 1909. június 13. – Prága, 1983. július 2.) népszerű cseh író, forgatókönyvíró, műfordító.
Az Érdekházasság (Císařské fialky; 1958) című regényéből televíziós sorozat is készült. A múlt század hatvanas éveiben feltörekvő cseh polgárságot ábrázoló nagyregény magyar nyelven is több kiadást megért.
Neff jómódú családba született. Apja ismert kereskedő volt, egy nagy prágai áruház tulajdonosa. Elit iskolákba járt, 1928-tól Genfben.
Bécsben és Brémában apja cégeinél dolgozott. Hazatérte után szülei meglepetésére az irodalomhoz fordult. 1935-től francia és angol irodalmi lektorként dolgozott a Melantrich kiadónál. 1939-ben vált professzionális íróvá.
1950-től egy ideig a Barrandov stúdió forgatókönyvírója volt.
Fia Ondřej Neff, sci-fi művek szerzője.

## Művei

### Magyarul
- Érdekházasság, 1-2. köt.; ford. Rubin Péter; Európa, Budapest, 1962
- Császári Ibolya. Regény; ford. Rubin Péter; Szlovák Szépirodalmi Kiadó, Bratislava, 1963
- Rossz vér; ford. Rubin Péter; Szlovák Szépirodalmi Kiadó, Bratislava, 1964
- A víg özvegy; ford. Rubin Péter; Európa, Budapest, 1965
- A királyi kocsihajtó. Regény; ford. Rubin Péter; Európa, Budapest, 1966
- Humbl úr viszontagságai. Regény; ford. Rubin Péter; Európa, Budapest, 1970
- A tizenharmadik szoba. Regény; ford. Oláh P. József; Európa, Budapest, 1973

## Filmadaptációk
- Gabriela (1942)
- Mlada leta (1952)
- Tajemství krve (1953)
- Třináctá komnata (1969)